# ノリタ光学

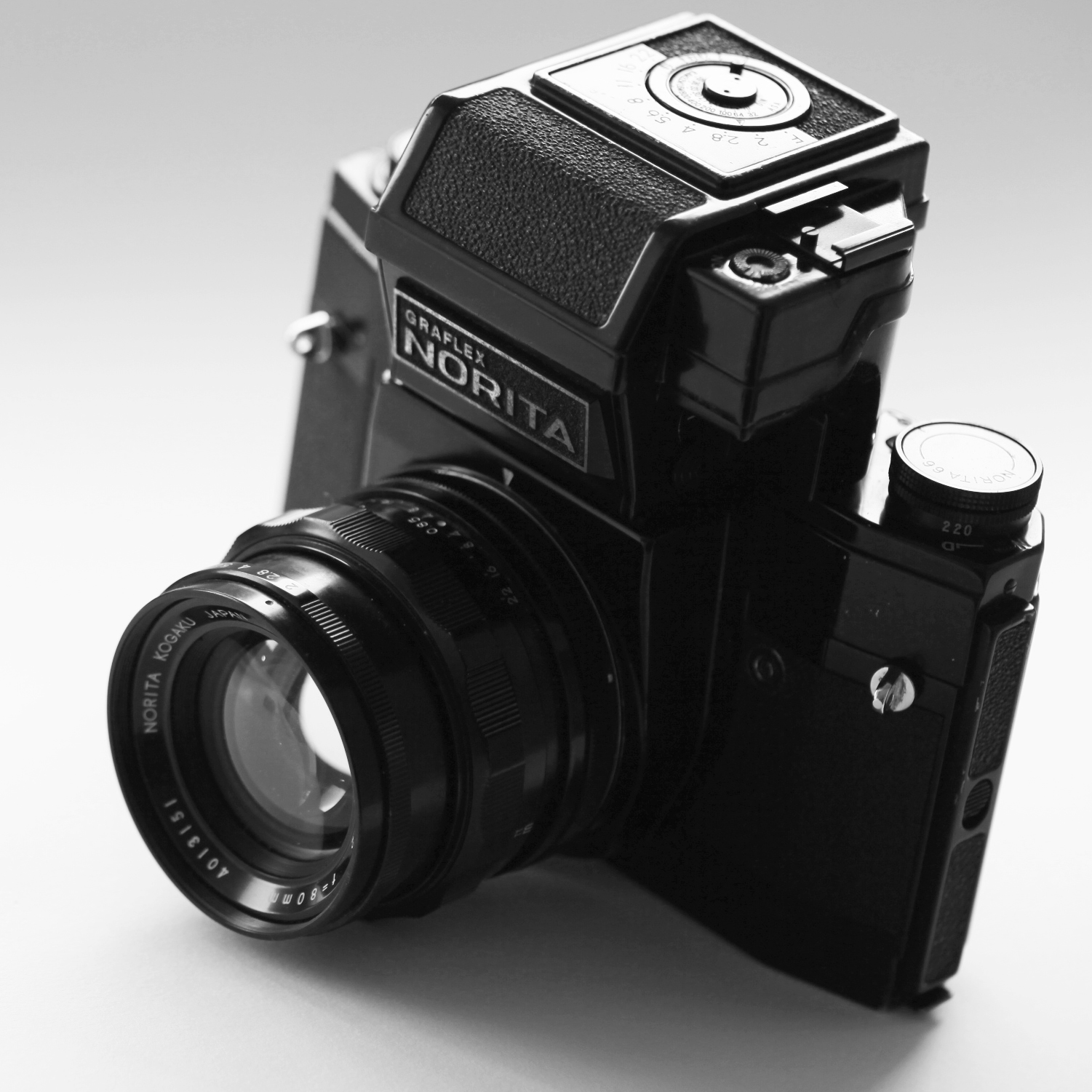
ノリタ光学が製造していたカメラ

ノリタ光学（ノリタこうがく）は、かつて日本に存在したレンズメーカー、カメラメーカーである。

## 会社概要
東京光学（現トプコン）出身の技術者車田利夫が1951年に創業、当初は一眼レフカメラ用ペンタプリズムを生産していた。
レンズメーカーとしては「リトロン」ブランドで武蔵野光機（現ウイスタ）向けのOEM生産、最初の「ゼンザノン」ブランドでのOEM生産も担当するなどゼンザブロニカにOEM供給していたことが知られている。自社ブランドとしては「ノリタール」（Noritar ）を使用し、1970年代初頭に各社一眼レフカメラ用に交換レンズを生産した。
OEM納入先であった武蔵野光機（現ウイスタ）が倒産した際にリトレック6シリーズを生産設備や人員ごと引き取って改良し、ノリタ66として生産を開始する形でカメラメーカーとなった。
カメラ、レンズとも販売がふるわずノリタ66を1976年に生産中止するとともに民生用カメラ・レンズ事業から撤退し、その後はプロジェクター用レンズなどの生産を行なった。2000年に株式交換によりエンプラスの子会社となり、2001年エンプラスオプティクスに社名変更したが、2005年に解散した。

## 製品

### ノリタ66シリーズ
武蔵野光機（現ウイスタ）のリトレック6が製造中止した後、レンズやプリズムをOEM生産していたノリタ光学がこれを引き継いで小変更し発売したのがこのシリーズである。120フィルムを使用し6×6cm判のフォーカルプレーン式一眼レフカメラ。

#### 66シリーズボディー
- グラフレックスノリタ（Graflex Norita 、1971年海外発売）/ノリタ66（Norita66 、1972年国内発売） - リトレック6とほぼ同様であるがミラーアップ機構が省略されている等小変更を受けている。巻き戻しノブに見えるノブ[1]は120フィルム/220フィルム切り替えダイヤルである。多重露光ダイヤル[2]が出っ張って邪魔になることがアサヒカメラのニューフェース診断室で指摘され、後期型では改良されている。

#### 66シリーズ用レンズ
専用スピゴットマウント。
- ノリタール40mmF4 - アタッチメントはφ77mmねじ込み。
- ノリタール55mmF4 - 6群9枚。最短撮影距離0.45m。アタッチメントはφ62mmねじ込み。
- ノリタール70mmF3.5 - レンズシャッター内蔵。
- ノリタール80mmF2 - 4群6枚。マミヤ645シリーズ用のセコール80mmF1.9が発売されるまで、120フィルムを使用するカメラ用としては最も開放F値が小さいレンズであった。
- ノリタール160mmF4 - 5群6枚。
- ノリタール240mmF4 - 5群6枚。アタッチメントはφ77mmねじ込み。
- ノリタール400mmF4.5 - 6群7枚。アタッチメントはφ95mmねじ込み。

### 一眼レフカメラ用レンズ
各社用マウント固定式で、ニコンFマウント、キヤノンFDマウントなどがある。
- ノリタール17mmF4 - アタッチメントはφ72mmねじ込み。
- ノリタール135mmF1.4